# Grote Prijs Raf Jonckheere

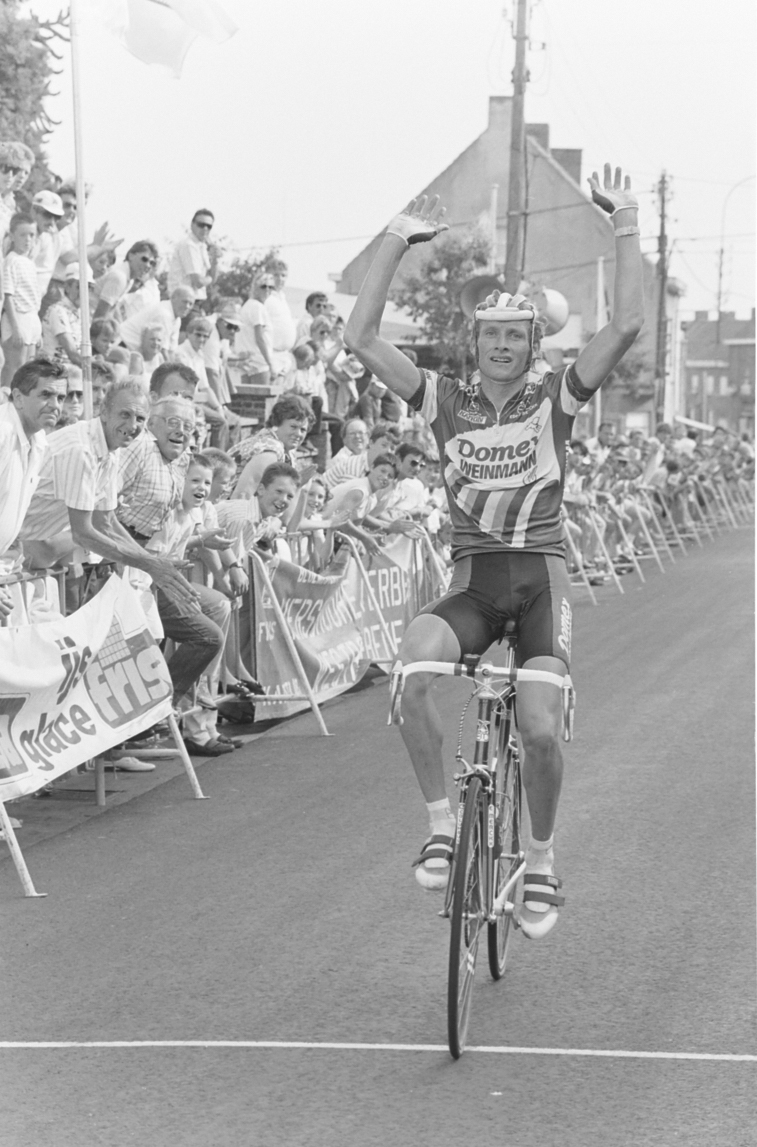
Adrie van der Poel bei seinem Sieg 1989

Der Grote Prijs Raf Jonckheere oder Kermesse de Westrozebeke ist ein Eintagesrennen im Straßenradsport, welches erstmals 1951 im westflämischen Westrozebeke organisiert wurde und seitdem jährlich ausgetragen wird. Das Rennen wurde, vermutlich nach dem Tod im Jahre 1999 des aus Westrozebeke stammenden belgischen Radrennfahrers Raphaël Jonckheere, benannt. Veranstalter ist der Westrozebeke Koerst V.Z.W.

## Palmarès
| Jahr                                                           | Sieger                 | Zweiter                | Dritter                |
| -------------------------------------------------------------- | ---------------------- | ---------------------- | ---------------------- |
| 1951                                                           | Florent Rondelé        | Julien Van Dijcke      | Arthur Mommerency      |
| 1952                                                           | Arthur Mommerency      | Florent Rondelé        | Gabriel Sieuw          |
| 1953                                                           | Arthur Mommerency      | Omer van der Voorden   | Léopold Degraeveleyn   |
| 1954                                                           | Omer Braeckeveldt      | Henri Denys            | Raphaël Jonckheere     |
| 1955                                                           | Raphaël Jonckheere     | Edmond Van Heghe       | Roger Verbeke          |
| 1956                                                           | Roger Devoldere        | Roger Rosselle         | René Janssens          |
| 1957                                                           | Leon Vandaele          | Lucien Taillieu        | Roger De Corte         |
| 1958                                                           | Richard Van Genechten  | Karel De Baere         | Emiel Van Cauter       |
| 1959                                                           | Gilbert Desmet         | André Noyelle          | Henri Denys            |
| 1960                                                           | Romain Van Wynsberghe  | Oswald Declercq        | Jozef Schils           |
| 1961                                                           | André Noyelle          | Georges Decraeye       | Oswald Declercq        |
| 1962                                                           | Joseph Depraeter       | André Noyelle          | Arnould Flecy          |
| 1963                                                           | Georges Decraeye       | Willy Raes             | Arnould Flecy          |
| 1964                                                           | Georges Vandenberghe   | Roger Baguet           | Marcel Ongenae         |
| 1965                                                           | André Noyelle          | Georges Decraeye       | Leon Gevaert           |
| 1966                                                           | Ludo Vandromme         | Luc Delefortrie        | Roland Van De Rijse    |
| 1967                                                           | Erik Verstraete        | Jean-Marie Sohier      | André Delaere          |
| 1968                                                           | Emiel Lambrecht        | Lionel Van Damme       | Willy Hoogewijs        |
| 1969                                                           | Remi Van Vreckom       | Roger Kindt            | John Hemeryck          |
| 1970                                                           | Noël Van Tyghem        | Frans Melckenbeeck     | Jean-Marie Leblanc     |
| 1971                                                           | Willy Van Neste        | Rudy De Groote         | Ronny Vanmarcke        |
| 1972                                                           | Noël Van Tyghem        | Raf Hooyberghs         | Marc Demeyer           |
| 1973                                                           | Eddy Cael              | Rudy De Groote         | Daniel Van Ryckeghem   |
| 1974                                                           | Graeme Gilmore         | Hervé Vermeeren        | Etienne Van Braeckel   |
| 1975                                                           | Dirk Baert             | Willy Van Malderghem   | Hervé Vermeeren        |
| 1976                                                           | Franco Bitossi         | Marc Meernhout         | Eddy Cael              |
| 1977                                                           | Marc Meernhout         | Hervé Vermeeren        | Eddy Vanhaerens        |
| 1978                                                           | Patrick Lefevere       | Danny Clark            | Jos Gysemans           |
| 1979                                                           | Eddy Vanhaerens        | Eddy Cael              | Ronny Vanmarcke        |
| 1980                                                           | Richard Bukacki        | Alan van Heerden       | Gerhard Schönbacher    |
| 1981                                                           | Noël Dejonckheere      | Étienne De Beule       | Ronny Vanmarcke        |
| 1982                                                           | Alain Desaever         | Dirk Demol             | Gary Wiggins           |
| 1983                                                           | Eddy Vanhaerens        | Yvan Lamote            | Patrick Cocquyt        |
| 1984                                                           | Eddy Vanhaerens        | Dirk Baert             | Patrick Devos          |
| 1985                                                           | Yvan Lamote            | Michel Vermote         | Eddy Vanhaerens        |
| 1986                                                           | Marc Van Geel          | Jesper Skibby          | Eddy Vanhaerens        |
| 1987                                                           | Werner Devos           | Yvan Lamote            | Filip Van Vooren       |
| 1988                                                           | Jean-Marc Vandenberghe | Yvan Lamote            | Filip Van Vooren       |
| 1989                                                           | Adrie van der Poel     | Bruno Bruyère          | Patrick Deneut         |
| 1990                                                           | Marnix Lameire         | Geert Decorte          | Johnny Dauwe           |
| 1991                                                           | Koen Vekemans          | Benny Van Brabant      | Paul Haghedooren       |
| 1992                                                           | Johan Devos            | Edwin Bafcop           | Frédéric Moncassin     |
| 1993                                                           | Wim Omloop             | Kurt Verleden          | Peter Spaenhoven       |
| 1994                                                           | Johan Verstrepen       | Patrick Van Roosbroeck | Ken Hashikawa          |
| 1995                                                           | Wim Omloop             | Søren Petersen         | Ludo Dierckxsens       |
| 1996                                                           | Peter Spaenhoven       | Chris Peers            | Rudy Verdonck          |
| 1997                                                           | Hans De Clercq         | Eric De Clercq         | Peter Spaenhoven       |
| 1998                                                           | Marc Streel            | Gert Vanderaerden      | Ludo Dierckxsens       |
| 1999                                                           | Wim Omloop             | Marc Streel            | Mikael Kyneb           |
| 2000                                                           | Wim Omloop             | Danny Daelman          | Wim Feys               |
| 2001                                                           | Tom Desmet             | Rik Reinerink          | Mindaugas Goncaras     |
| 2002                                                           | Jeff Louder            | Mindaugas Goncaras     | Kevin De Weert         |
| 2003                                                           | Jurij Metluschenko     | Gert Steegmans         | David McKenzie         |
| 2004                                                           | Mario De Clercq        | Mindaugas Goncaras     | Tom Stremersch         |
| 2005                                                           | Bart de Spiegelaere    | Steven Thys            | Hamish Robert Haynes   |
| 2006                                                           | Andy Cappelle          | Vytautas Kaupas        | Kevin Neirynck         |
| 2007                                                           | Greg Van Avermaet      | Gianni Meersman        | Niko Eeckhout          |
| 2008                                                           | Sven Vanthourenhout    | Jean Zen               | Frank Dressler-Lehnhof |
| 2009                                                           | Andy Cappelle          | Niko Eeckhout          | Maxim Debusschere      |
| 2010                                                           | Geert Omloop           | Moreno Hofland         | Rob Goris              |
| 2011                                                           | Preben Van Hecke       | Sep Vanmarcke          | Mark McNally           |
| 2012                                                           | Michaël Van Staeyen    | Frédérique Robert      | Dries Depoorter        |
| 2013                                                           | Baptiste Planckaert    | Marco Minnaard         | Steven Caethoven       |
| 2014                                                           | Edward Theuns          | Michaël Van Staeyen    | Rudy Barbier           |
| 2015                                                           | Mike Teunissen         | Sander Helven          | Aidis Kruopis          |
| 2016                                                           | Jasper Bovenhuis       | Tijmen Eising          | Félix Pouilly          |
| 2017                                                           | Dieter Bouvry          | Nicolas Vereecken      | Jonas Rickaert         |
| 2018                                                           | Jelle Wallays          | Jordi Warlop           | Ylber Sefa             |
| 2019                                                           | Michaël Van Staeyen    | Maxime Vantomme        | Gianni Marchand        |
| Das Rennen wurde 2020 aufgrund der COVID-19-Pandemie abgesagt. |                        |                        |                        |
| 2021                                                           | Jonas Rickaert         | Luke Mudgway           | Aaron Verwilst         |
| 2022                                                           | Arne Marit             | Luke Mudgway           | Thomas Joseph          |
| 2023                                                           | Gerben Thijssen        | Norman Vahtra          | Timothy Dupont         |
| 2024                                                           | Alex Colman            | Norman Vahtra          | Thomas Joseph          |